# イッタラ
イッタラ（フィンランド語: Iittala イーッタラ）は、「現代的な北欧デザイン」による食器などインテリアデザインを専門とするフィンランドのデザイン企業。公式ロゴに記載されている"iittala"は全て小文字となっている。また、日本で製品を扱う企業は多くがイッタラという表記を採用している。
現在、イッタラグループは、アラビア、ハックマン、イッタラ、ボダノバ、ホガナス・ケラミク、ロールストランド、ホヤング・ポラリスなど、多くの企業を子会社として従える。
イッタラが製造する製品のうちで最も有名なものは、フィンランド人建築家アルヴァ・アールトが1936年以降にデザインしたガラス器（いわゆる「アールトの花瓶」）、およびティモ・サルパネヴァが1850年以降にデザインしたガラス器である。1956年、サルパネヴァはイッタラのロゴ（頭文字が小文字のもの）をデザインした。また、オイヴァ・トイッカがデザインしたガラス製の鳥も販売している。

## 歴史

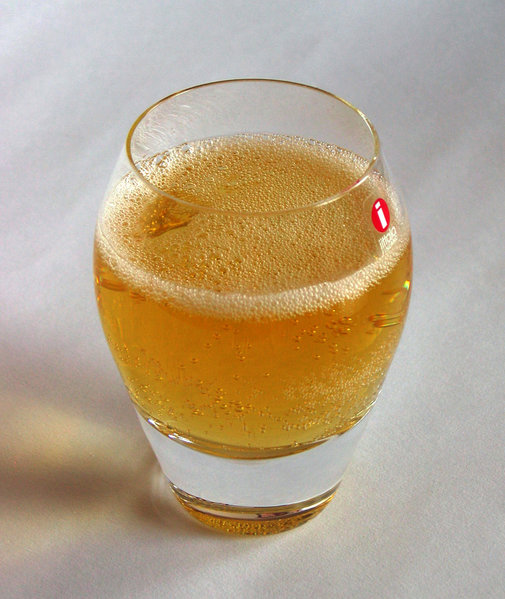
ステラ（Stella）シリーズのグラス。美しい曲線によるデザインは1995年のエリナ・ヨエンスー（Elina Joensuu）

イッタラの創業は、ピーター・マグナス・アブラハムッソンがガラス工場を設立した1881年と言われている。創業当初はフィンランドに腕利きのガラス吹き職人が不足しており、スウェーデンの労働力に頼らざるを得ない状況にあった。
1917年、カルフラ・ガラス工場が所有していた製材会社A・アールストロームに買収され、1950年代までカルフラ＝イッタラの名で製品が販売された。カルフラ＝イッタラ工場は当初、化学実験やランプオイルなどに用いるボトルをメインに製造をしていたが、一部で家庭用の商品も生産していた。
1920年代から1930年代にかけて、イッタラは事業を、家庭用品の生産を継続するとともに、もっと実験的で芸術的な商品を作るベンチャーへと拡大した。最初期の成功例にアイノ・アールトのガラス器があり、後にはアルヴァ・アールトのガラス器も成功を収めた。
第二次世界大戦では冬戦争と継続戦争の間に、イッタラの生産は材料不足と労働力不足によってストップしたが、1946年に生産を再開。その後、繁栄した。1970年代半ばの石油危機になると再び製造に支障を来たした。フィンランド国内におけるガラス器市場は、国外からの輸入ガラス器との競争を増していった。
1987年、A・アールストロームはイッタラをバルチラ社に売却。バルチラはウルヤラにあるヌータヤルヴィ・ガラス工場の大株主であった。バルチラはイッタラとヌータヤルヴィを合併し、イッタラ＝ヌータヤルヴィを設立。1990年になるとイッタラ＝ヌータヤルヴィはハックマン社に買収される。ハックマンは同時に他のホームウェア・メーカー（アラビア、ロールストランド＝グスタフスベリ）も買収した。2003年、ハックマン社はイッタラに改称。2004年にはABN AMROキャピタルの傘下になる。2007年より、イッタラの97%の株をフィスカースが保有している。

## デザイナー
- ゴラン・ホンゲル
- アイノ・アールト
- アルヴァ・アールト
- タピオ・ヴィルカラ
- カイ・フランク
- Alfredo Häberli
- ヘイッキ・オルヴォラ
- ティモ・サルパネヴァ
- オイヴァ・トイッカ
- 三宅一生